# Ramichloridium pini
Ramichloridium pini är en svampart som beskrevs av de Hoog & Rahman 1983. Ramichloridium pini ingår i släktet Ramichloridium och familjen Mycosphaerellaceae.   Inga underarter finns listade i Catalogue of Life.